# Лонка-Димерська
Лонка-Димерська (пол. Łąka Dymerska, нім. Dimmernwiese) — село в Польщі, у гміні Біскупець Ольштинського повіту Вармінсько-Мазурського воєводства.